# 2522 Triglav
2522 Triglav eller 1980 PP är en asteroid i huvudbältet som upptäcktes den 6 augusti 1980 av den tjeckiske astronomen Zdeňka Vávrová vid Kleť-observatoriet. Den är uppkallad efter guden Triglav.
Asteroiden har en diameter på ungefär 17 kilometer och den tillhör asteroidgruppen Eos.